# يلو داشي
يلو داشي (بالصينية: 耶律大石)(مواليد 1 يناير 1087-1 يناير 1143) كان عسكري من مملكه لياو. حكم في البداية كملك من 1124 إلى 1132، ثم إمبراطورًا من 1132 إلى 1143.